# Kispipa
A Kispipa budapesti étterem Erzsébetvárosban az Akácfa utcában.
Valószínűleg az 1950-es években nyílt meg. 1958 és 1968 között itt zongorázott Seress Rezső. 1979-ben Aubel Ervin neves vendéglátós vette át, akihez 1980-ban csatlakozott Rosenstein Tibor mesterszakács. Erőfeszítéseik révén az étterem hamarosan nemzetközi hírűvé vált.